# Житньоторзька вулиця
Житньото́рзька ву́лиця — вулиця в Подільському районі міста Києва, місцевість Поділ. Пролягає від вулиці Хорива до Ярославського провулку.
Перетинається вулицями Верхній Вал і Нижній Вал. На перетині з ними розташована Житньоторзька площа.

## Історія
Територія, де розташована вулиця, відома як торговельна площа з найдавніших часів і згадується в літописах під назвою Торговище або Торговище Подільське. За часів Київської Русі територія торговища була значно більшою, за деякими даними до нього входила також теперішня Контрактова площа. З XV століття відома як Житній торг. Сучасна назва — від Житньоторзької площі, назва — від торгівлі збіжжям, що було тут основним товаром.
1977 року вулицю було офіційно ліквідовано, поновлено назву 2015 року. В довідниках вулиця зветься «Житньоторзькою площею», а на цифрових планах Києва – «Житньоторзькою вулицею».

## Забудова
Одна сторона вулиці забудована переважно купецькими будинками XIX століття, іншу займає будівля Житнього ринку та будівля автостанції «Поділ».
Будинок № 10, торговий дім середини XIX століття, має статус щойно виявленої пам'ятки архітектури.

## Зображення

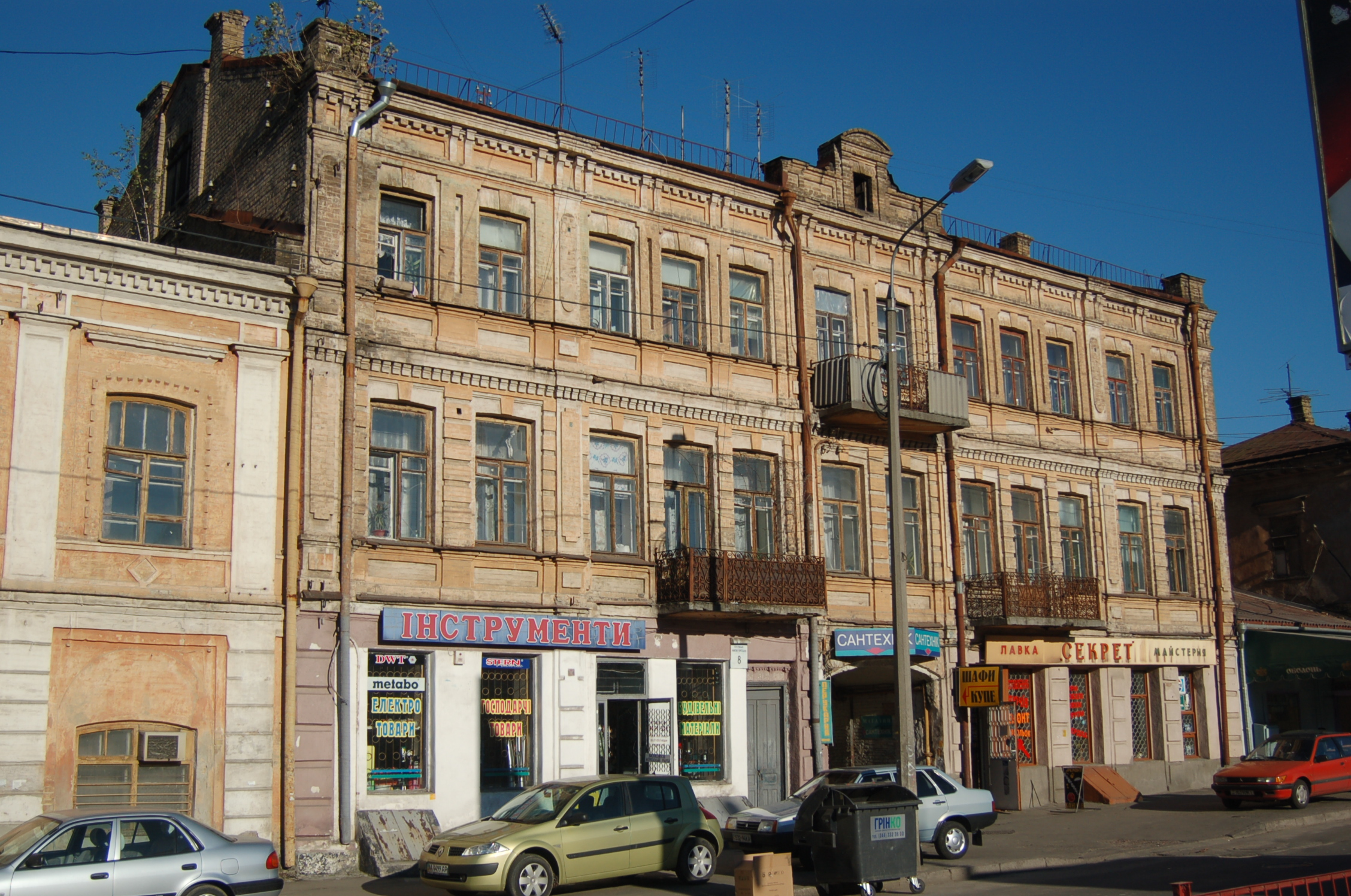
Житньоторзька вул., 8
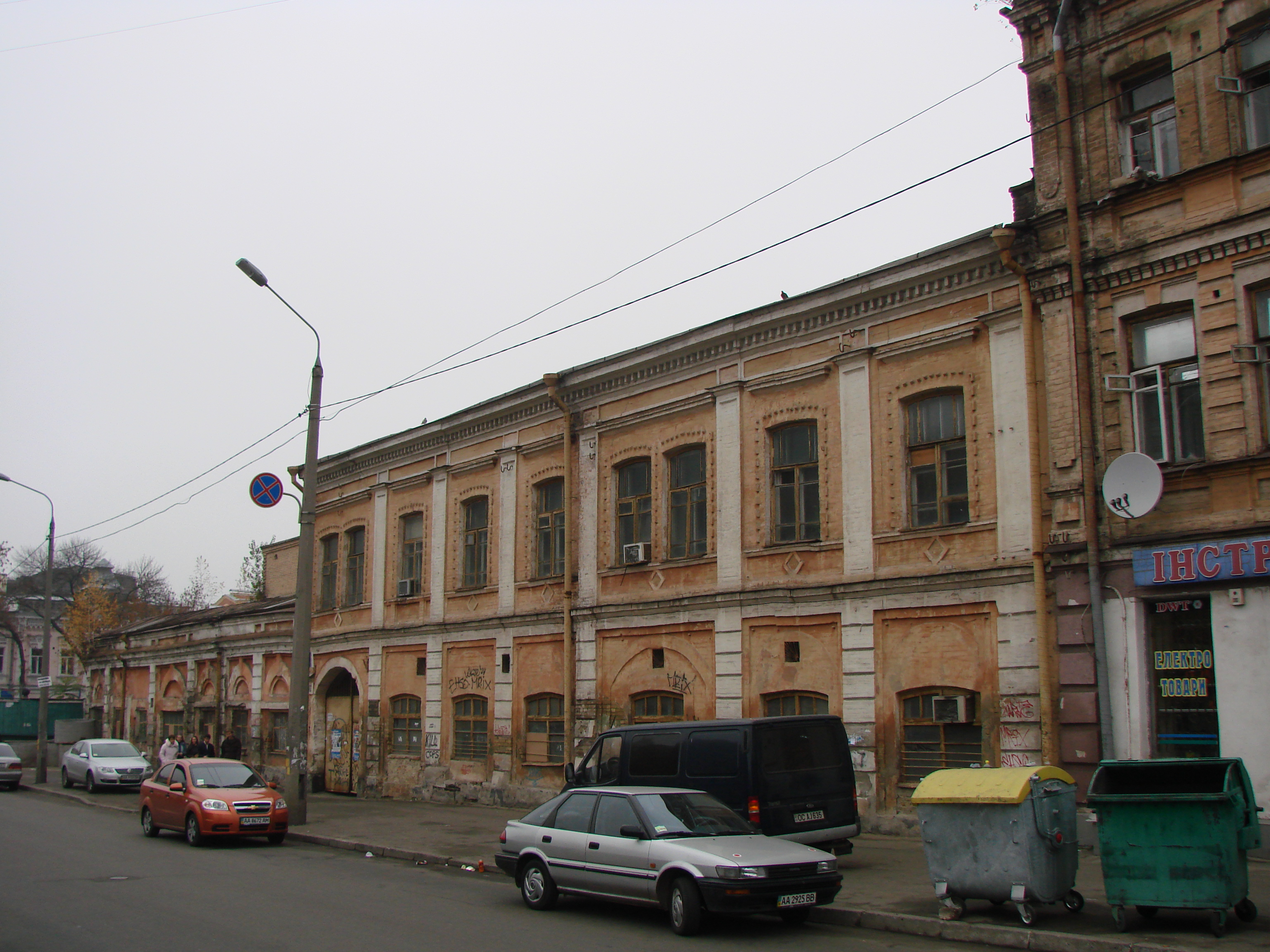
Житньоторзька вул., 10